# Désiré Mergaert
Désiré Mergaert (Kortemark, 21 augustus 1829 – Brugge, 6 januari 1890) was een Belgisch kunstschilder.

## Leven
Mergaert werd geboren als zesde van tien kinderen in het gezin van wagenmaker Francis Leopold Mergaert en van Eugenie Hinderyckx. Zijn tekentalent werd al vroeg onderkend, zodat hij lessen volgde aan de academie te Roeselare van 1842 tot 1847. Daarna ging hij studeren aan de Koninklijke Academie voor Schone Kunsten in Antwerpen van 1847 tot 1852. Hij volgde er onder meer les bij Gustaaf Wappers, Jan Antoon Verschaeren en Jozef Geefs. In 1851 behaalde hij de prijs in uitmuntendheid aan de Academie.
In 1852 nam hij deel aan het concours voor de Prijs van Rome. De opdracht was een schilderij over het thema "Coriolanus overwonnen door de tranen van zijn moeder". Hij behaalde een eervolle vermelding (derde prijs). De laureaat was toen Ferdinand Pauwels. Twee jaar later, in 1854, nam hij opnieuw deel. De opdracht was dit keer een schilderij over het thema "Sint Paulus predikend te Athene". Hij won de eerste prijs. Sinds 1851 moest een laureaat, vooraleer hij op reis kon vertrekken, een examen afleggen, waarin onder meer de kennis van de Franse taal werd getest. Désiré Mergaert vroeg om uitstel voor het examen "om reden ik de vereischte kennissen niet bezitte tot het uitdrukken van mijne gedachten bij geschrift in de fransche tael". Hij kreeg zes maand uitstel en een toelage van 300 frank om zijn kennis van het Frans bij te scholen. In augustus 1855 kon hij dan op reis vertrekken, eerst naar Parijs, vervolgens naar Duitsland. Van 1857 tot 1863 verbleef hij in Italië (Venetië, Firenze, Rome). Hij verbleef er langer dan gepland en verdiende wat bij als portretschilder. Via Franse zoeaven kwam hij in contact met Franse adellijke families die hij portretteerde. Later vestigde hij zich in Brugge, met een schildersatelier in de Predikherenstraat en maakte hij nog uitsluitend portretten.